# Baeocera reductula
Espèce
Synonymes
- Baeocera reducta Löbl, 1992 (préoccupé)

Baeocera reductula est une espèce de coléoptères de la famille des Staphylinidae et de la sous-famille des Scaphidiinae.

## Répartition et habitat
Cette espèce est décrite du Népal.

## Taxinomie
L'espèce est initialement décrite par Ivan Löbl en 1992 sous le nom de Baeocera reducta. Ce nom s'avère être homonyme de Baeocera reducta Löbl, 1980 des Fidji, et le nom de remplacement Baeocera reductula est donc donné par Löbl en 1997.